# Sphinx kalmiae
Sphinx kalmiae ist ein Schmetterling (Nachtfalter) aus der Familie der Schwärmer (Sphingidae). Die Art wurde nach einer ihrer Raupennahrungspflanzen, Kalmia latifolia benannt. Sphinx kalmiae besiedelt große Teile des östlichen Nordamerikas.

## Merkmale
Die Falter haben eine Vorderflügellänge von 42 bis 48 Millimetern. Die Vorderflügel sind hauptsächlich hellbraun. Ihnen fehlen die dünnen schwarzen Linien, die bei vielen Arten der Gattung Sphinx auftreten. Der Innenrand ist dunkelbraun, fast schwarz gerandet und die weiße Submarginallinie ist schwarz gerandet. Diese Merkmale machen die Art unverkennbar. Im äußersten Norden des Verbreitungsgebietes treten Falter mit viel dunklerer Vorderflügelfärbung mit mehr Grauanteilen auf. Im Allgemeinen ist die dunkle Beschuppung der Vorderflügelspitze variabel.
Die Raupen haben wie viele Arten der Gattung Sphinx sieben Paare schräger Seitenstreifen. Diese sind bei Sphinx kalmiae kräftig gelb und zum Rücken hin glänzend schwarz gerandet. Der fleischige Teil der Bauchbeine ist ebenso schwarz. Das Analhorn ist blau und mit schwarzen Höckern bedeckt. Diese Merkmale sind jedes für sich charakteristisch für die einfach zu bestimmende Art.

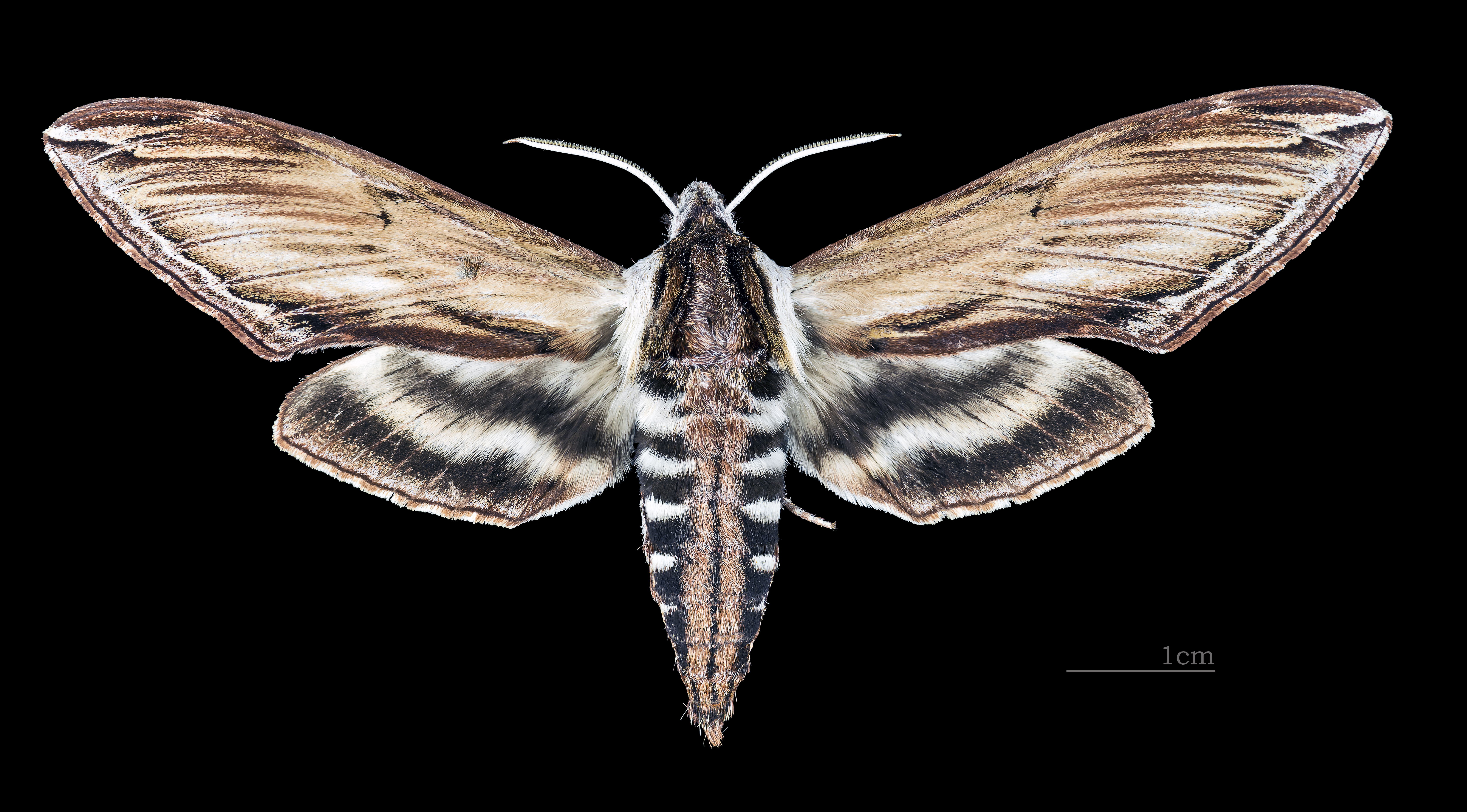
Männlich Dorsalansicht
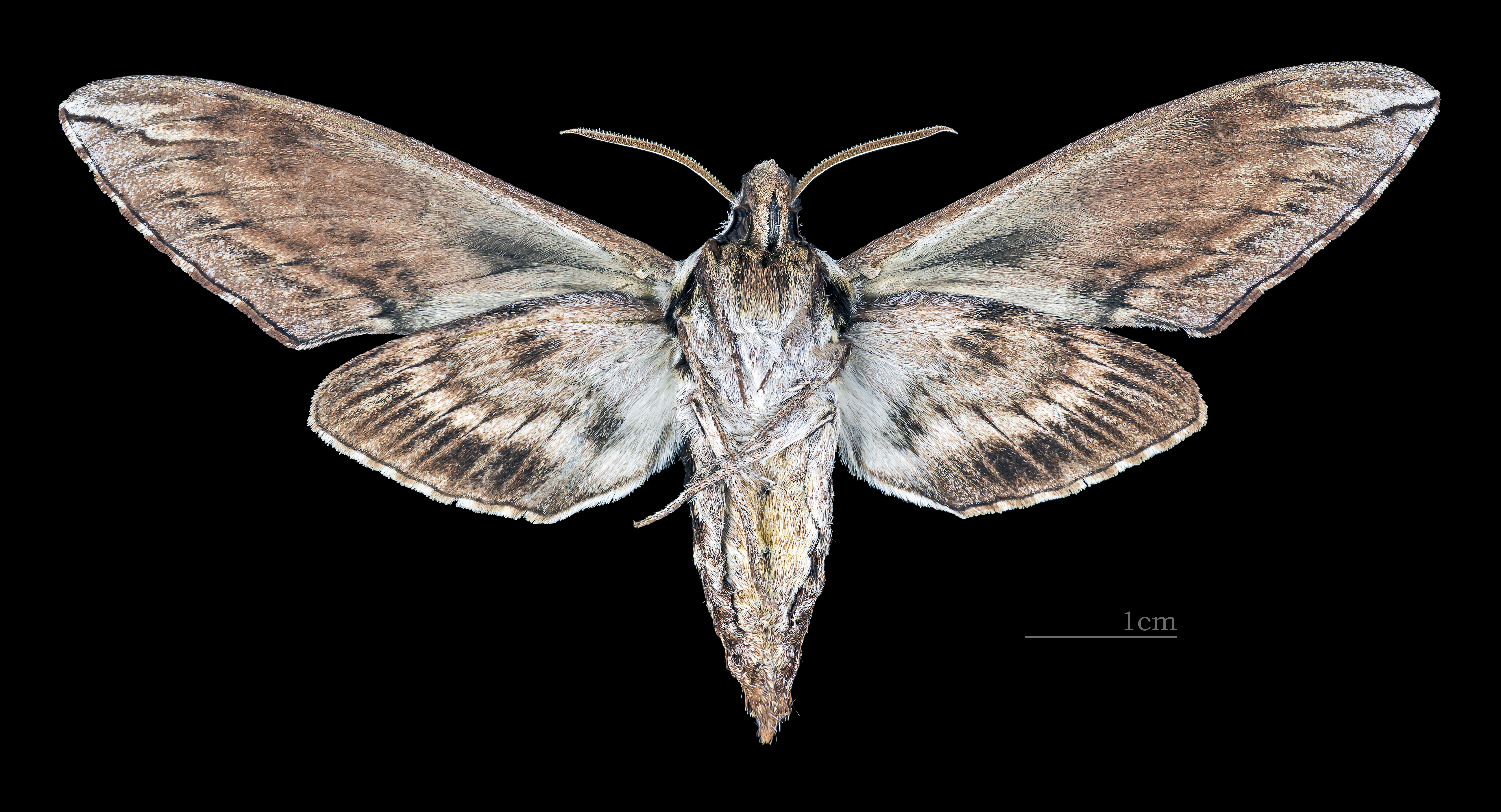
Männlich △ Ventralansicht
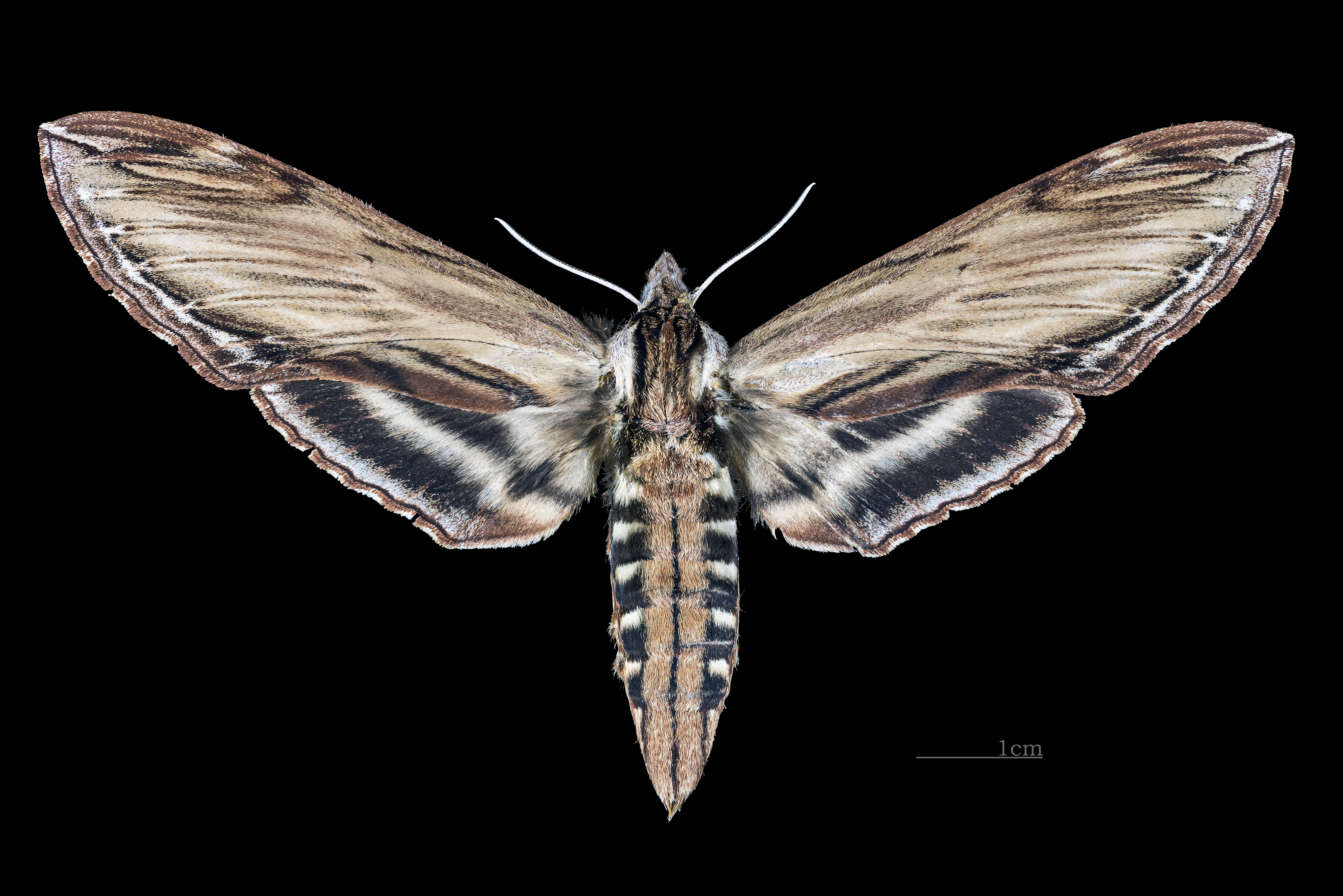
Weiblich  Dorsalansicht
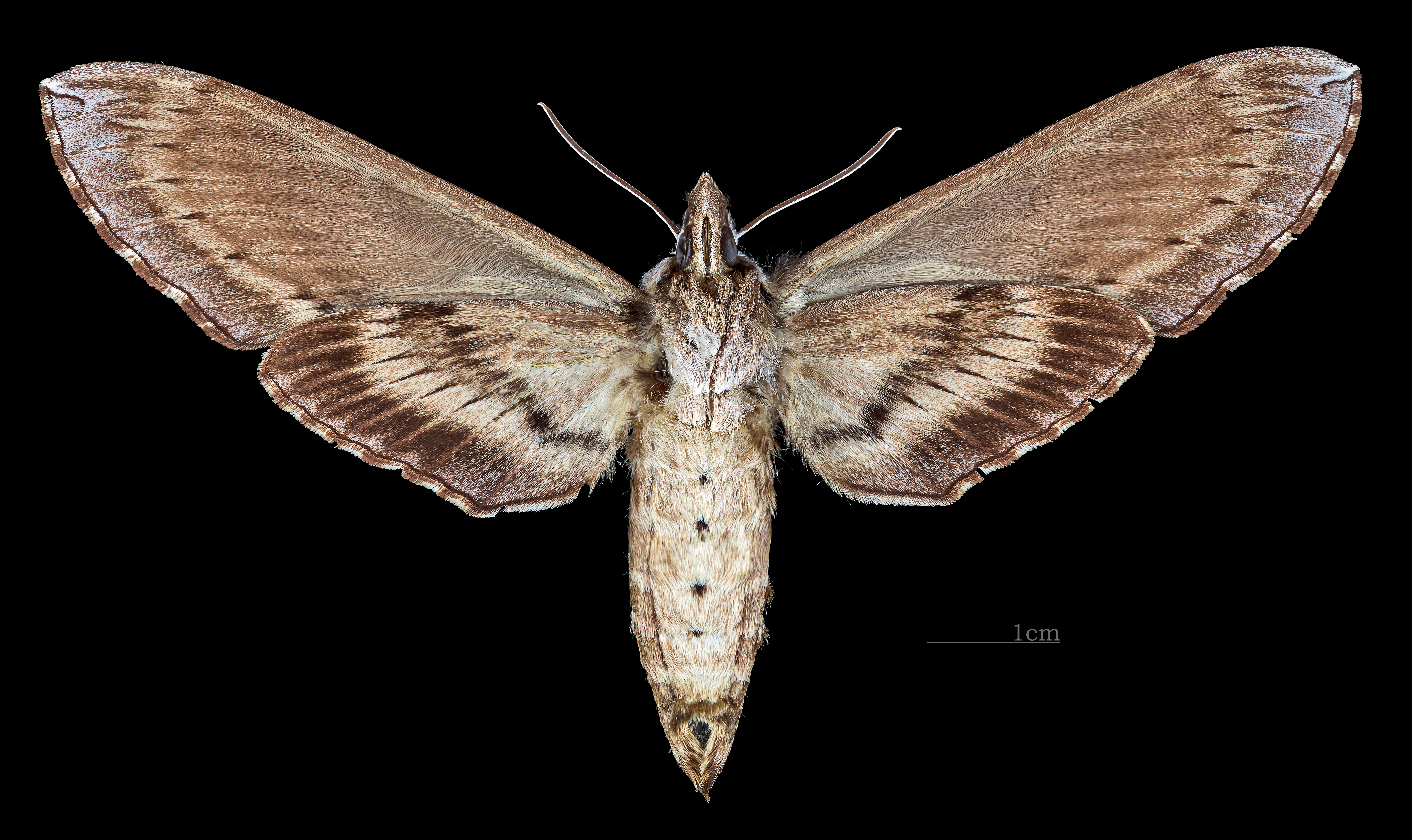
Weiblich △ Ventralansicht

### Puppe
Die Puppe ist rotbraun und hat eine glatte Oberfläche. Die Rüsselscheide ist frei und liegt am Körper an. Der kurze Kremaster ist sehr rau und endet in einer Doppelspitze.

## Vorkommen
Sphinx kalmiae besiedelt große Teile des östlichen Nordamerikas. Die Art ist in den USA in sämtlichen Staaten östlich der Great Plains nachgewiesen. Der Typenfundort liegt dabei bemerkenswerterweise wie auch der von Sphinx drupiferarum in Georgia, wo diese beiden Arten aber nur sehr selten auftreten. Im Süden ist die Art bis in den Torreya State Park im Nordwesten Floridas nachgewiesen, wobei sie im Süden im Allgemeinen nur lokal auftritt. Weiter nördlich ist die Art vom Ohio-River-Tal und den Appalachen bis in den oberen Mittleren Westen und New England häufig. In Kanada kommt Sphinx kalmiae in Neufundland, in den Seeprovinzen sowie im Süden Québecs, Ontarios und Manitobas vor. Es gibt einen Nachweis der Art im äußersten Südosten von Saskatchewan.
Sphinx kalmiae besiedelt ausschließlich Laubwälder. Überall dort, wo die Forstwirtschaft intensiv betrieben wird, wird die Art zurückgedrängt.

## Lebensweise
Die Falter sind beim Blütenbesuch an Verschiedenfarbiger Schwertlilie (Iris versicolor), Fingerhüten (Digitalis), Saponaria officinalis, Tabak (Nicotiana) und Lonicera japonica nachgewiesen. Sie fliegen nachts Lichtquellen und auch Schmetterlingsköder an.

### Flug- und Raupenzeiten
Die Falter fliegen im Norden ihrer Verbreitung von Ende Mai bis August. Es ist unbekannt, ob es sich dabei um eine lange auftretende erste oder auch schon um eine partielle zweite Generation handelt. Im Süden fliegt die Art von April bis September in mehr als einer Generation.

### Nahrung der Raupen
Die Raupen fressen an einer Vielzahl verschiedener Pflanzenarten, bevorzugen lokal aber bestimmte Arten. Am häufigsten findet man sie an Eschen (Fraxinus) wie Schwarz-Esche (Fraxinus nigra), Weiß-Esche (Fraxinus americana) und Rot-Esche (Fraxinus pennsylvanica), seltener an anderen Ölbaumgewächsen (Oleaceae) wie Gemeinem Flieder (Syringa vulgaris), Liguster (Ligustrum) und Chionanthus virginicus. Man findet sie aber auch an Birken (Betula) sowie an Kalmia latifolia aus der Gattung der Lorbeerrosen (Kalmia).

## Entwicklung
Die Weibchen legen ihre Eier einzeln ab, dennoch findet man nicht selten mehrere Raupen an derselben Nahrungspflanze. Die Verpuppung erfolgt in einer Kammer im Erdboden.

## Belege